# Середина-Будский городской совет
Середина-Будский городской совет (укр. Середино-Будська міська рада) — входит в состав
Середино-Будского района
Сумской области
Украины.
Административный центр городского совета находится в 
г. Середина-Буда
.

## Населённые пункты совета
- г. Середина-Буда
- с. Винторовка
- пос. Заречное
- пос. Прогресс
- пос. Рудак
- с. Сорокино
- с. Хлебороб
- с. Шалимовка

## Ликвидированные населённые пункты совета
- с. Полянка